# Kutan-e Sofla
Kutan-e Sofla – wieś w Iranie, w ostanie Kurdystan, w szahrestanie Bidżar. W 2006 roku liczyła 122 mieszkańców.